# Paraná (kommun)
Paraná är en kommun i Brasilien.   Den ligger i delstaten Rio Grande do Norte, i den östra delen av landet, 1 500 km nordost om huvudstaden Brasília. Antalet invånare är 3 952.
Omgivningarna runt Paraná är huvudsakligen savann. Runt Paraná är det ganska glesbefolkat, med 38 invånare per kvadratkilometer.